# Florentijns borduurwerk

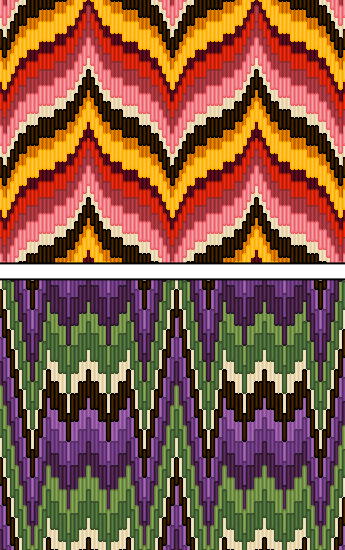
Twee voorbeelden van Florentijns borduurwerk. Boven het typerende golvende motief. Onder een motief dat doet denken aan vlammen, zoals die aanwezig zijn op stoelen in het Bargellomuseum.

Florentijns borduurwerk, Florentijnse tapisserie ook wel Bargello of point d'Hongrie genoemd, is een soort borduurwerk dat bestaat uit verticaal geborduurde platte steken die in een wiskundig patroon worden aangebracht, zodat aantrekkelijke motieven ontstaan. Met het Florentijns borduurwerk wordt het gehele oppervlak gevuld. De naam Bargello is afkomstig van een serie stoelen die zijn gevonden in het Bargellopaleis in Florence, die bekleed zijn met een motief dat het "vlamsteek" patroon wordt genoemd.
Traditioneel werd Bargello geborduurd met wol op canvas. Het borduurwerk blijkt zeer duurzaam te zijn. Het is geschikt voor gebruik op kussens, bekleding van meubelen maar ook voor tapijten. Voor kleding is het echter niet geschikt. In de meeste traditionele stukken worden alle steken verticaal gemaakt, waarbij de steken over ten minste twee, maar meestal over meer draden gemaakt worden.
Traditionele ontwerpen zijn zeer kleurrijk. Er worden meestal veel verschillende kleurtonen van één kleur gebruikt, die men rangschikt van licht naar donker, en vervolgens in dezelfde volgorde herhaalt. Daardoor ontstaan er schaduweffecten. De patronen zijn geometrisch, maar kunnen ook lijken op op gestileerde bloemen of vruchten. Bargello wordt als een uitdagende techniek gezien, omdat er zeer nauwkeurig gewerkt moet worden zodat de lengte van alle steken gelijk is, hoewel de borduursteek zelf eenvoudig is.

## Geschiedenis
Zoals het geval is met vele traditionele technieken, is de oorsprong van Bargello niet goed vastgelegd. Hoewel er vroege voorbeelden zijn uit het genoemde Bargellopaleis, zijn er bronnen die een connectie laten zien met Hongarije. In elk geval beschrijft de inventaris van het Bargello Museum de stoelen als "17e-eeuws met rugleuningen en zetels geborduurd in punto unghero (Hungaarse aftelbaar borduurwerk)." In de 18e eeuw borduurde Koningin Maria Teresa van Hongarijë in deze techniek. Haar werk is bewaard gebleven in het Hongaars Nationaal Museum. Er zijn ook bronnen waarin wordt beschreven dat Hongaarse vrouwen van adel de borduurtechniek bedrijven. Het is niet bekend of de ontwikkeling van de techniek in Hongarije en Italië  afzonderlijk van elkaar plaatsvond, of dat er beïnvloeding plaatsvond.

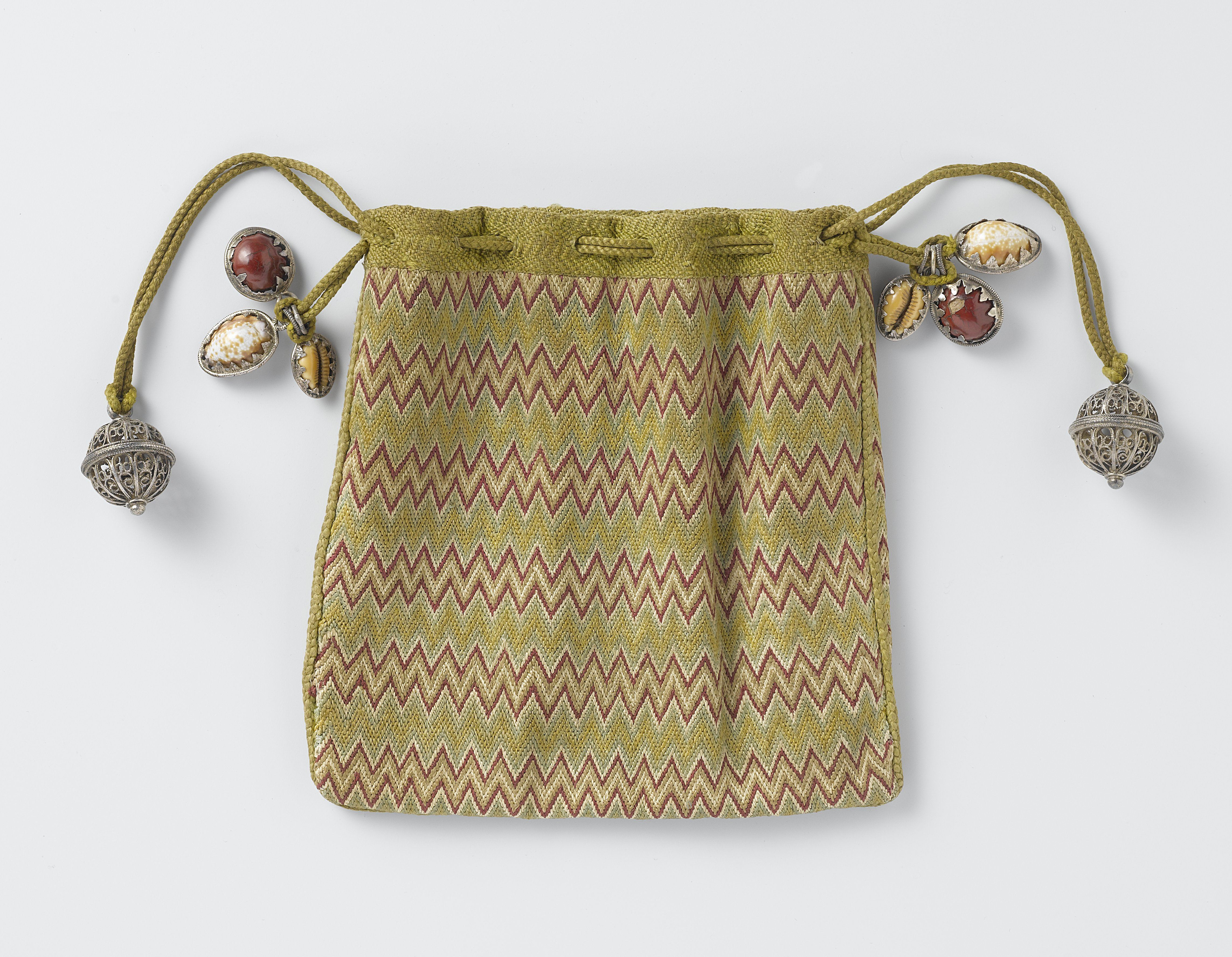
Geborduurde buidel, Rijksmuseum Amsterdam.

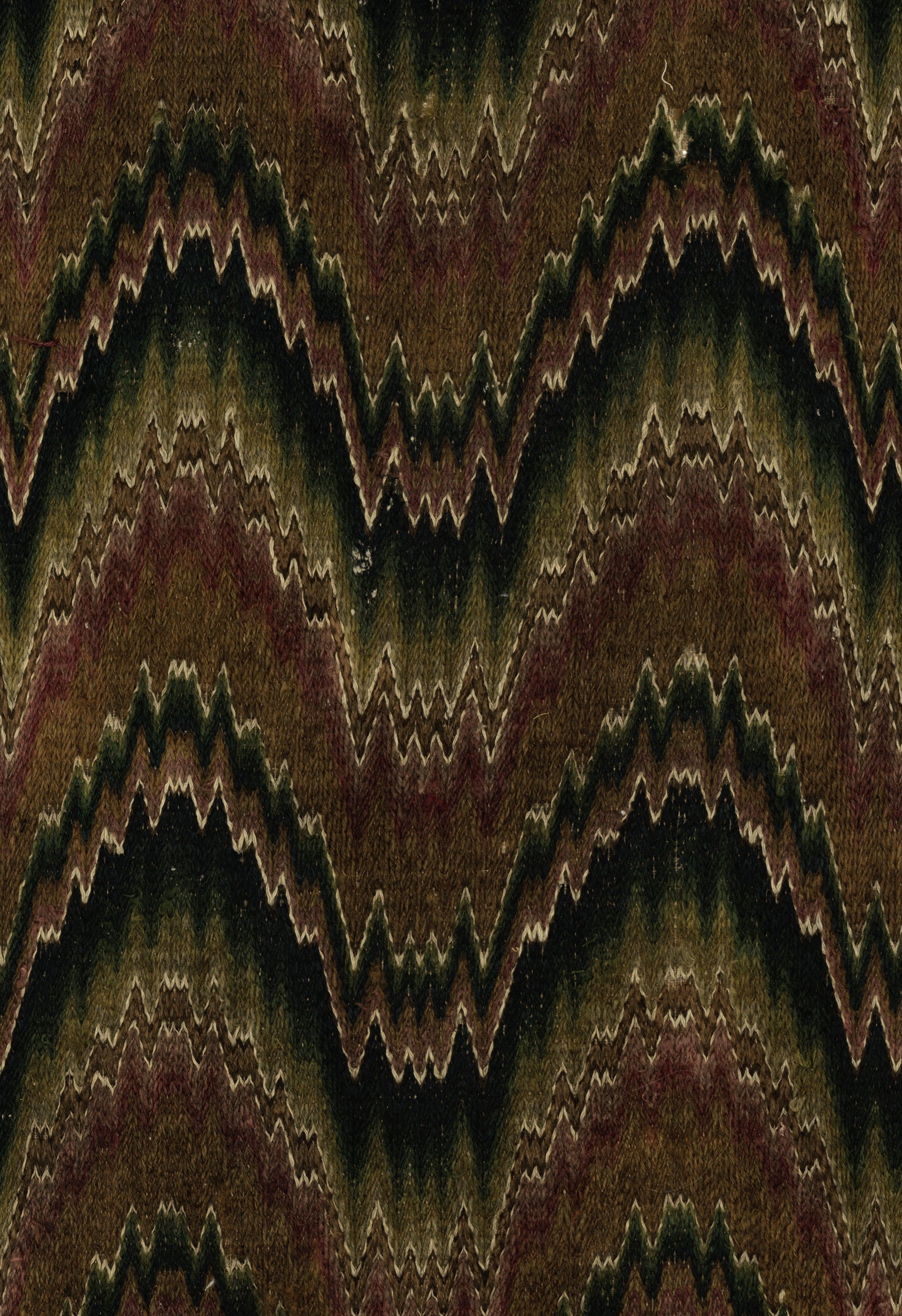
Wandbespanning uit de 17e eeuw, Rijksmuseum

In Nederland werd in de 17e eeuw de techniek eveneens gebruikt, zoals blijkt uit de afgebeelde wandbespanning en de geborduurde buidel, die mogelijk uit Friesland komt. 

## Beschrijving van de techniek

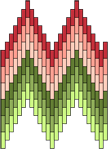
Voorbeeld van een vlamsteek motief

Bargello verwijst niet alleen de borduurtechniek, die sterk lijkt op de satijnsteek, maar vooral naar de motieven, die worden verkregen door herhaling van rijen dezelfde steken, met verschillende kleuren, vaak in dicht bij elkaar liggende kleurtonen. De basissteek is een verticale steek over vier draden, maar andere hoogten zijn ook mogelijk. De steken over één rij in één kleur zijn echter altijd even hoog. De typerende patronen ontstaan als de verticale steken in stappen verschuiven. Vaak bedraagt de stap twee draden (dat wil zeggen halverwege de vorige steek). Als de verticale steken snel omhoog en omlaag stappen, ontstaan ontwerpen die eruitzien als een zigzag. De ontwerpen hebben dan scherpe punten, dit wordt aangeduid als de vlamsteek.
Als de stappen langzamer zijn, kunnen golvende ontwerpen ontstaan. Traditioneel zijn bijvoorbeeld de ontwerpen met medaillons.
Traditioneel zijn de ontwerpen gespiegeld; daarom wordt meestal in het midden van het werkstuk begonnen met borduren.

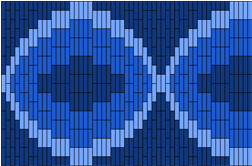
Voorbeeld van een Bargello medaillon

## Moderne varianten
In de jaren 1960 werd het Florentijns borduurwerk herontdekt. De techniek heeft zich sindsdien in verschillende richtingen ontwikkeld. Hoewel nog steeds de traditionele patronen worden geborduurd, gebruiken moderne ontwerpers varianten daarop.
Zo heeft Dorothy Kaestner (1972) een vierzijdige variant ontwikkeld. Het stramien wordt diagonaal in vier delen verdeeld. Hetzelfde motief wordt horizontaal in twee tegenover elkaar staande vakken gemaakt, en verticaal in de andere twee vakken. Het resultaat lijkt wel op een effect zoals met een caleidoscoop gezien kan worden. Kaestner bedacht deze techniek door spiegels op het traditionele Florentijns borduurwerk te plaatsen. Zij werd gegrepen door wat zij zag en gaf dat verder vorm in haar ontwerpen.
Het ontwerp van Kaestner is verder geëvolueerd in een techniek in acht richtingen, horizontaal, verticaal en diagonaal, o.a. door ontwerper Susan Kerndt.

### Bargello quilts
Geïnspireerd op het Florentijns borduurwerk worden ook Bargello quilts gemaakt. In plaats van borduursteken gebruikt men dan stroken stof met dezelfde hoogte maar verschillende breedtes.